# Johann Baptist Cramer
Johann (sau John) Baptist Cramer (n. 24 februarie 1771, Mannheim, Palatinatul Elector – d. 16 aprilie 1858, Londra, Regatul Unit al Marii Britanii și Irlandei) a fost un pianist și compozitor englez cu origini germane. El a fost fiul lui Wilhelm Cramer, violonist și dirijor londonez.